# (21306) Marani
(21306) Marani est un astéroïde de la ceinture principale.

## Description
(21306) Marani est un astéroïde de la ceinture principale. Il fut découvert le 1er décembre 1996 à Pianoro par Vittorio Goretti. Il présente une orbite caractérisée par un demi-grand axe de 2,78 UA, une excentricité de 0,14 et une inclinaison de 14,7° par rapport à l'écliptique.

## Compléments